# تسمية النجوم المتغيرة

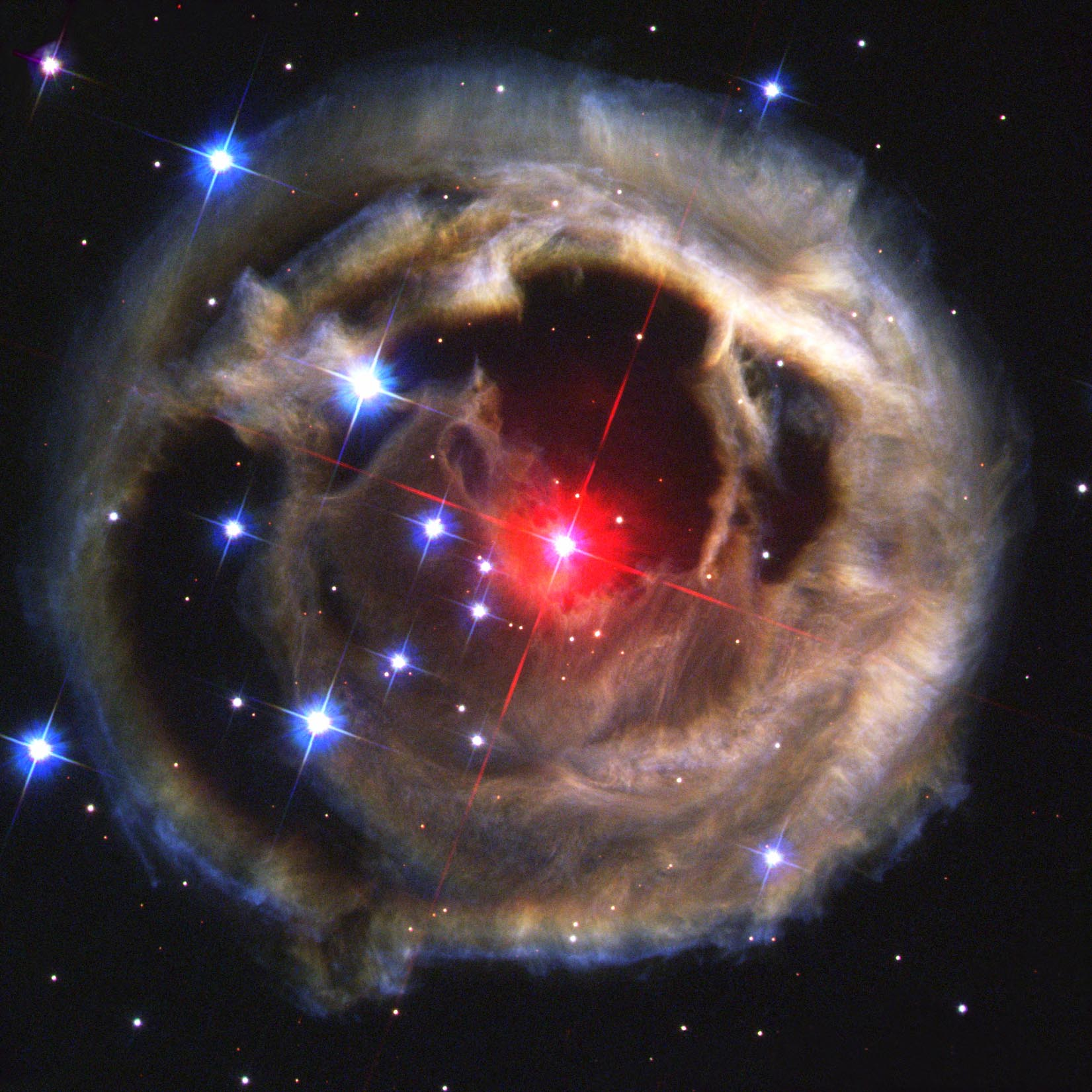

تسمية النجوم المتغيرة كان الاعتقاد السائد ولفترة طويلة ان النجوم المتغيرة نادرة، ولم يتسنى لنظام تسمية النجوم المتغيرة ان يتطور الأ عندما تم اكتشاف أعداد كبيرة من هذة النجوم، ولأسباب تاريخية، فأن نظام تسمية النجوم أكثر تعقيدًا مما يجب أن يكون.

## تاريخ
في أوائل القرن 19 كانت تعرف بعض النجوم المتغيرة، لذلك كان يبدو من المعقول أن تستخدام الحروف الأبجدية اللاتينية. لأن عدد قليل جدا من الكوكبات تتضمن نجوم بحرف كبير لاتيني في تسمية باير أكبر من Q، وقد تم اختيار حرف R كنقطة انطلاق وذلك لتجنب الخلط مع احرف تصنيف أطياف النجوم أو الإحرف الاتينية لتسمية باير، على الرغم من أن نيكولاس لويس دو لكيل استخدم الاحرف الكبيرة من R إلى Z في عدد قليل من الحالات، على سبيل المثال X الكوثل (HR 2548)، وهذه التسميات إما إسقطت أو تم قبولها باعتبارها تسميات للنجوم المتغيرة. تم قبول النجم T الكوثل من فريدريش فيلهلم آرغلاندر كنجم متغير ومدرج في الفهرس العام للنجوم المتغيرة بهذا التعيين ولكن يصنف الآن على أنها غير متغير.
اصطلاحات التسمية الفلكية للنجوم المتغيرة تم تطويرها من قبل فريدريش فيلهلم آرغلاندر.وهناك اعتقاد على نطاق واسع بأن آرغلاندر اختار حرف R من كلمة rot الألمانية أو rouge من الفرنسية، وكلاهما تعنى «الحمراء»، لأن العديد من النجوم المتغيرة المعروفة في ذلك الوقت تظهر حمراء. ومع ذلك، فأن آرغلاندر نفسه يدحض هذا.
قبل عام 1836، حتى الحرف S استخدم فقط في كوكبة واحدة Serpens ومع ظهور التصوير الفوتوغرافي اعداد النجوم المتغيرة تراكمت بسرعة، وأسماء النجوم المتغيرة سرعان ما سقطت في فخ باير وصولا إلى نهاية الأبجدية حين لا تزال هناك نجوم بلا أسماء. وبعد أن وصلت الأنظمة التكميلية المكونة من الحروف المزدوجة حدودا مماثلة، أدخلت أخيرا الأرقام.
وكما هو الحال مع جميع فئات الأجرام الفلكية، يتم تعيين الأسماء من قبل الاتحاد الفلكي الدولي (IAU). انتدب الاتحاد الفلكي الدولي معهد ستيرنبرغ الفلكي في موسكو في روسيا لهذة المهمة، وينشر معهد ستيرنبرغ الفلكي فهرس النجوم المتغيرة (GCVS) بشكل دوري (تقريبا مرة كل سنتين) 

## طرق التسمية
- إذا كان المتغير بالفعل لدية حرف باير لاتيني، لايتم إضافة أي لقب لة. ومن الأمثلة على ذلك Delta Cephei، Beta Lyrae، Beta Persei،[1] خلاف ذلك، تبدأ التسمية بحرف R.
- وأول نجم متغير يتم اكتشافه في كوكبة، إذا لم يكن لديه بالفعل اسم أو حرف يوناني أو رقم فلامستيد يسمى R متبوعا باسم المضاف إليه للكوكبة، وهكذا مثال على ذلك أول نجم متغير اكتشف في كوكبة قيطس Cetus لم يكن لدية بالفعل تسمية باير أو فلامستيد لقب R Ceti.[4]
- والنجم المتغير الثاني الذي يكتشف في الكوكبة يسمى S.
- الثالث T، ثم U، ثم V، ثم W، ثم X، Y ثم Z. وهذا يشمل أول تسعة نجوم متغيرة التي تكتشف في أي كوكبة معينة.و يدعى النجم المتغير العاشرالذي يكتشف في الكوكبة RR.

RR Lyrae مثال مشهور بين علماء الفيزياء الفلكية وتسمى النجوم التالية على التوالي RS، ثم RT، ثم RU، ثم RV، ثم RW، ثم RX، ثم RY، ثم RZ.
- المتغير التالي إن وجد بعد RZ يسمى SS، ثم ST للمتغير التالي، وهكذا، حتى تنتهي إلى SZ، ثم TT من خلال TZ، ثم UU حتى تنتهي إلى UZ، ثم VV حتى تنتهي إلى VZ، ثم WW حتى تنتهي إلى WZ، ثم XX حتى تنتهي إلى XZ، ثم YY، ثم YZ، وأخيرا ZZ. وهذا يشمل كل نجم متغير إلى النجم رقم 54 الذي يكتشف في الكوكبة.ثم العودة إلى بداية الأبجدية اللاتينية والبدء في وضع العلامات للنجوم المتغيرة كتالي:

AA، AB، AC... AZ; then BB، BC، BD... BZ; then CC، CD، CE... CZ; التالي DD حتى تنتهي التسمية إلى DZ; التالي EE حتى تنتهي التسمية إلى EZ
وهلم جرا، وصولا إلى QZ. وهذا يغطي 334 من النجوم المتغيرة في كوكبة معينة
- ويتم التخلي عن الحروف اللاتينية بعد 334 مجموعة من الحروف والبدء في تسمية النجوم كالتالي:

V335، V336، وهلم جرا.
- النجوم المتغيرة المكتشفة حديثا سوف يتم تعيين لقب من اكتشفها في البداية وبالتالي «أسماء» مثل OT J155631.0-080440، SDSS J110014.72+131552.1 عندما تم اكتشاف هذه الأجرام في البداية، لتحل محلها أسماء التنسيق الموصوفة أعلاه[4]